# Sulinaarm
Der Sulinaarm (oder Sulina-Arm) ist der mittlere Mündungsarm der Donau ins Schwarze Meer. Zusammen mit dem Chiliaarm und dem Sankt-Georgs-Arm bilden sie das Donaudelta.

## Beschreibung
Es ist der Mündungsarm mit der geringsten Wassermenge – nur 18,8 % des Gesamtwassers der Donau fließen über ihn. An seiner Mündung ins Schwarze Meer liegt die Stadt Sulina.
Der Sulinaarm ist ohne große Krümmungen und hat ausreichende Wassertiefen. Er wird als Schifffahrtsstraße für die Großschifffahrt in Stand gehalten. Wegen der im Vergleich zu Kiliaarm und Sfântu-Gheorghe-Arm geringeren Wassermenge und daher auch des wesentlich geringeren Feststoffeintrages ist der Sulinaarm nicht so verschlammt wie die anderen Deltaarme.
Der Sulinaarm wird deshalb auch oft Sulinakanal genannt.

## Bildergalerie

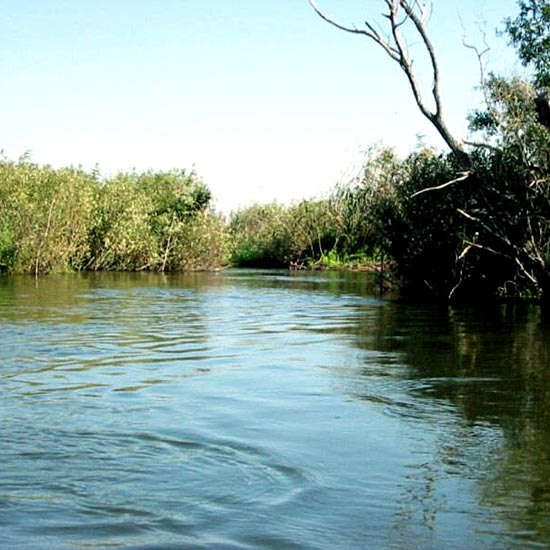
Schilflandschaft entlang des Sulinaarms
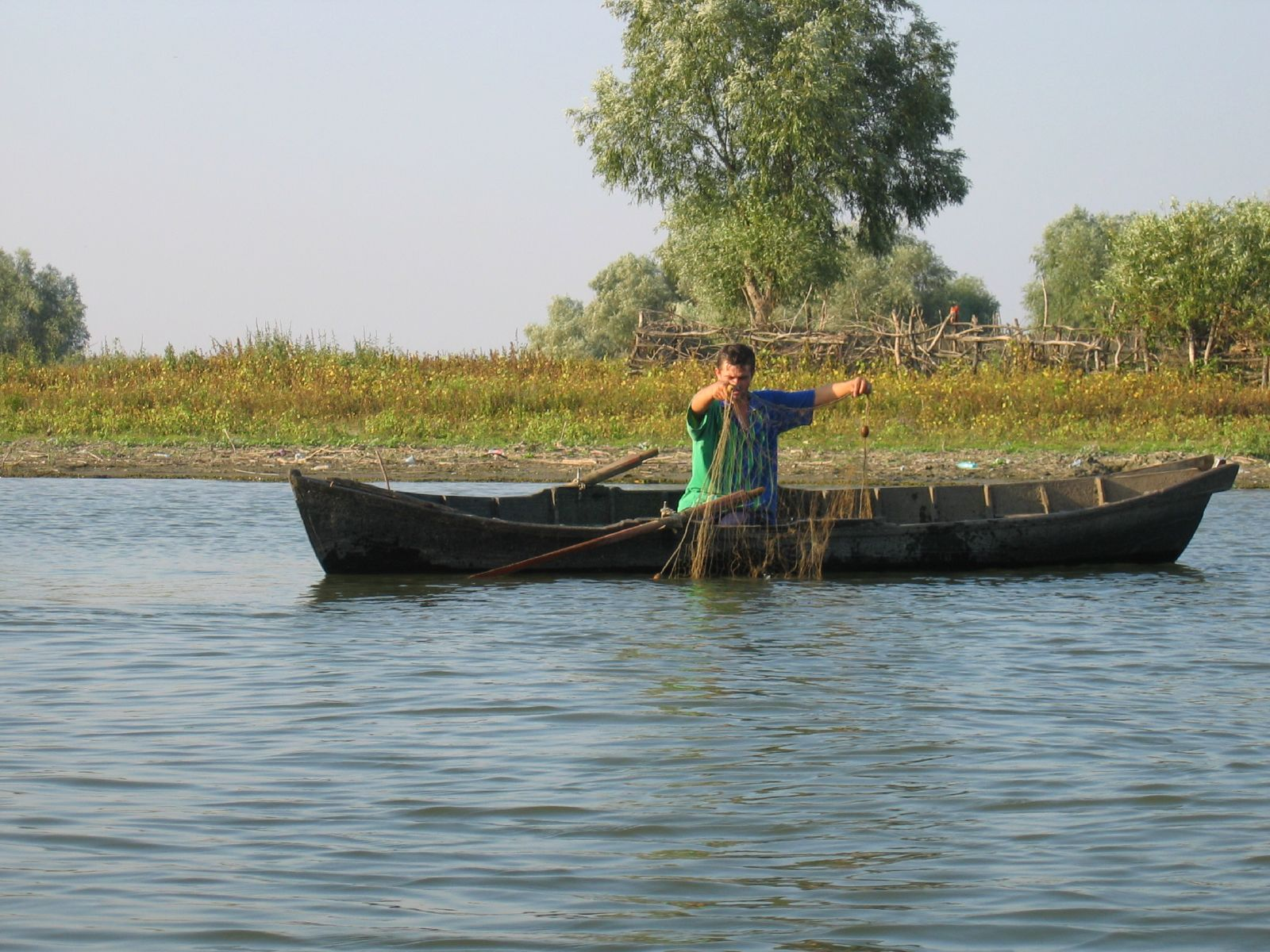
Fischerboot auf dem Sulinaarm